# صحبت‌آباد (هرسین)
صحبت‌آباد (هرسین)، روستایی از توابع بخش مرکزی شهرستان هرسین در استان کرمانشاه کشور ایران است.

## جمعیت
این روستا در دهستان چشمه‌کبود قرار دارد و براساس سرشماری مرکز آمار ایران در سال ۱۳۸۵، جمعیت آن ۲۴ نفر (۵خانوار) بوده‌است.